# Mojsinje (gmina Ćićevac)
Mojsinje (cyr. Мојсиње) – wieś w Serbii, w okręgu rasińskim, w gminie Ćićevac. W 2011 roku liczyła 17 mieszkańców.